# توافق مهني
التوافق المهني (بالإنجليزية:  Vocational Adjustment)‏ من الموضوعات التي يبحثها علم النفس بشكل عام و علم النفس الصناعي بشكل خاص ؛نظراً لما يسببه سوء توافق العامل 
(بمعناه اللغوي والذي يشمل كل العاملين بغض النظر عن تصنيفاتهم الفئوية أو التخصصية ) في عمله من نتائج سلبية نفسية وعملية .إن التوافق المهني للموظف أوالعامل يعتمد على طبيعة العمل والأجر وساعات العمل وعلاقته بمرؤوسيه وزملائه في العمل ونحوها من العوامل التي ينتج عنها رضا العامل وسعادته ودرجة ارتباطه بعمله وإخلاصه فيه.

## مفهوم التوافق المهني
عرّف عويضة التوافق المهني : هو العملية الدينامية المستمرة التي يقوم بها الفرد لتحقيق التلاؤم بينه وبين البيئة المهنية - المادية والاجتماعية - والمحافظة على هذا التلاؤم.

## عوامل تحقيق التوافق المهني
لتحقيق التوافق المهني يعرض «ليتارت ليفي» مباديء ستة تعبر عن المتطلبات النفسية للعمال من خلال دراساته التي أجراها في السويدوهي :
1. أن يكون العمل مرغوباً ومتنوعاً.
2. أن يحتوي العمل على عملية التعليم المستمر.
3. أن يشترك العمال في صنع القرار .
4. أن ترتبط الحياة المهنية بالحياة الخاصة والاجتماعية للعامل.
5. أن يؤدي العمل كمستقبل يرجوه العامل.[3]

## العوامل المؤثرة في التوافق المهني
هناك عدة عوامل بإمكانها أن تؤثر في توافق الفرد مهنيا، ويمكن حصرها في ثلاثة جوانب : 

### العوامل الشخصية
تعد خصائص الشخصية الجسمية والنفسية والعقلية من العوامل المباشرة في التأثير على حالة العامل وسوائه في مجال عمله.

### العوامل المرتبطة بالعمل
يعد وجود العوامل المادية والنفسية وا الجتماعية المحيطة بالعامل في مجال عمله بالشكل الذي يضمن استمرار العمل في ظروف صحية تريحه وتساعده على أداء عمله وفق النظام المحدد، دافعا قويا لالهتمام بالعمل والإخلاص والتثبت به.

### العوامل الخارجية
إن العامل قبل أن يكون عضواً في مؤسسة فهو عضو في جماعات أخرى مثل الأسرة والاًدقاء في المقهى والنادي..الخ وهو يتأثر بهم جميعا ؛ولهذا فإن توافق الفرد يرتبط بتوافقه في كل هذه الجماعات، وينعكس هذا التوافق على مظاهر الحياة المختلفة، وبخاصة العمل، حيث وجد أن الكثير من المشاكل التي تواجه العامل في عمله إنما هي حصيلة مشاكل أخرى خارج نطاق العمل.

## مظاهر التوافق المهني
إن المظهر الأساسي للتوافق المهني هو الرضا عن العمل، ويشمل الرضا الإجمالي عن العمل، وعما يحيط بالموظف من مؤثرات بحيث يشعر بالأمن والارتياح، وكل المشاعر الإيجابية للموظف التي تتعلق بجوانب بيئة العمل.